# Brândușă de munte

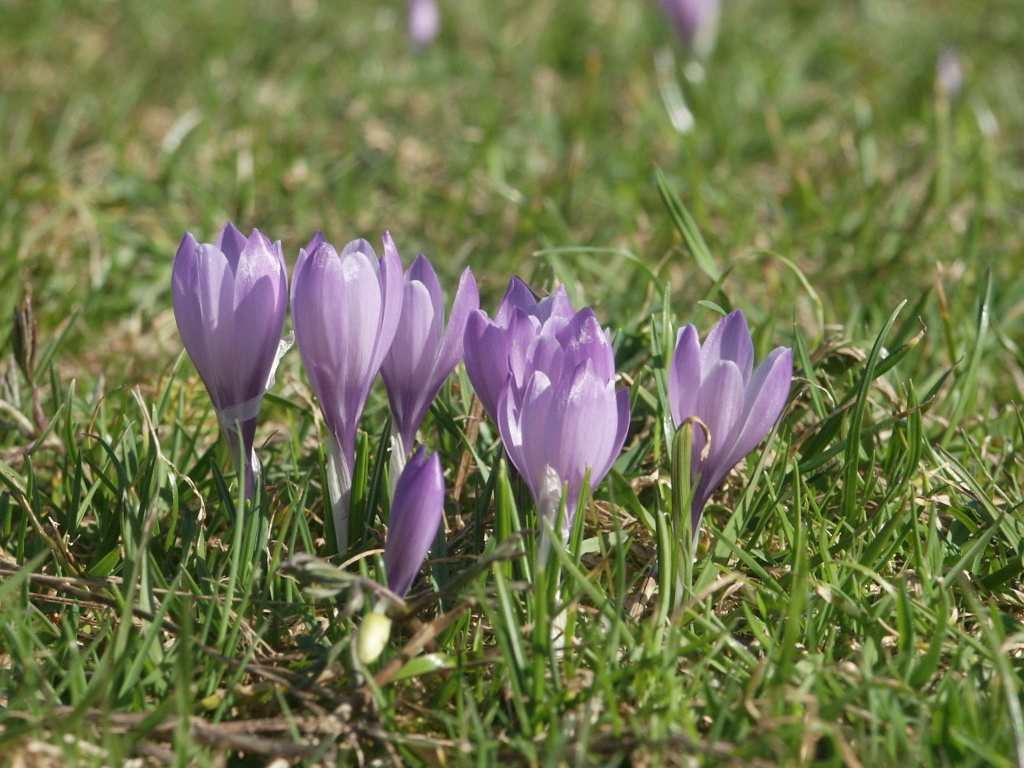
Un grup de brândușe

Brândușa de munte (Crocus heuffelianus, Crocus vernus) este o plantă scundă din familia Iridaceae. Are o singură tulpină mică, înconjurată la bază de mai multe teci cu două-trei frunze alungite și înguste. La vârful tulpinii se găsește o singură floare violet-deschis, cu o dungă mai întunecată la vârful florii. Floarea are formă de tub la început, după care ia forma unei cupe de 50–60 mm care are șase diviziuni. Uneori la vârf sunt două flori. În mijlocul corolei sunt trei stamine și un stigmat galben trifurcat.
Brândușa înflorește din luna aprilie (floarea poate ieși din zăpadă) până în luna mai. Se găsește în pâlcuri dese, începând din zona păduroasă, prin pășuni și alte locuri ierboase deschise. În România este întâlnită în munții Carpați și în munții Apuseni.

## Sinonime
Există mai multe denumiri în funcție de autori:
- Crocus insularis var. minimus (DC.) Herb., J. Hort. Soc. London 2: 261 (1847).
- Ixia elongata Vahl, Enum. Pl. 2: 51 (1805).
- Trichonema elongatum (Vahl) Ker Gawl., Bot. Mag. 30: t. 1225 (1809).
- Crocus nanus Duby, Bot. Gall.: 168 (1828).
- Crocus insularis J.Gay, Bull. Sci. Nat. Géol. 25: 321 (1831).
- Trichonema bulbocodium var. elongatum (Vahl) Steud., Nomencl. Bot., ed. 2, 2: 702 (1841).
- Crocus insularis var. geminiflorus Herb., J. Hort. Soc. London 2: 261 (1847).
- Crocus insularis var. medius Herb., J. Hort. Soc. London 2: 261 (1847).
- Romulea elongata (Vahl) Baker, J. Linn. Soc., Bot. 16: 87 (1877).
- Bulbocodium elongatum (Vahl) Kuntze, Revis. Gen. Pl. 2: 700 (1891)[2].

## Galerie

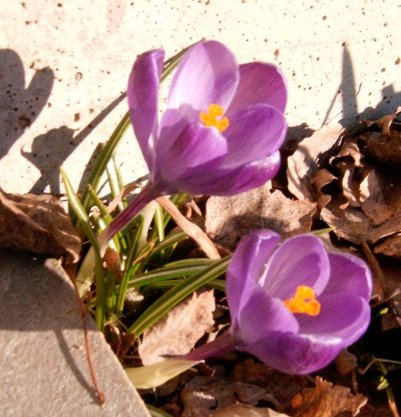
Brânduşe Crocus vernus cultivate
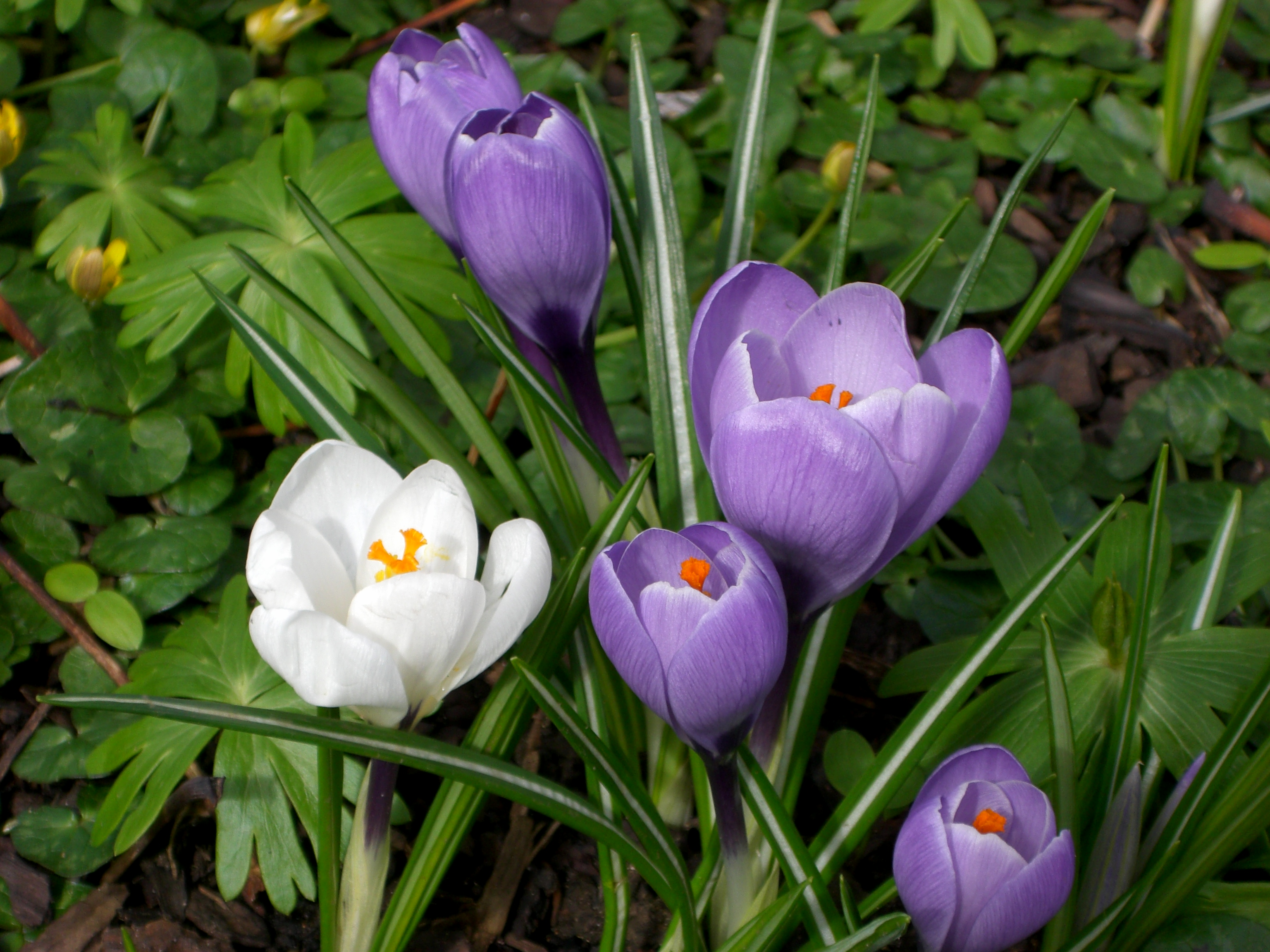
Crocus vernus violete şi albe
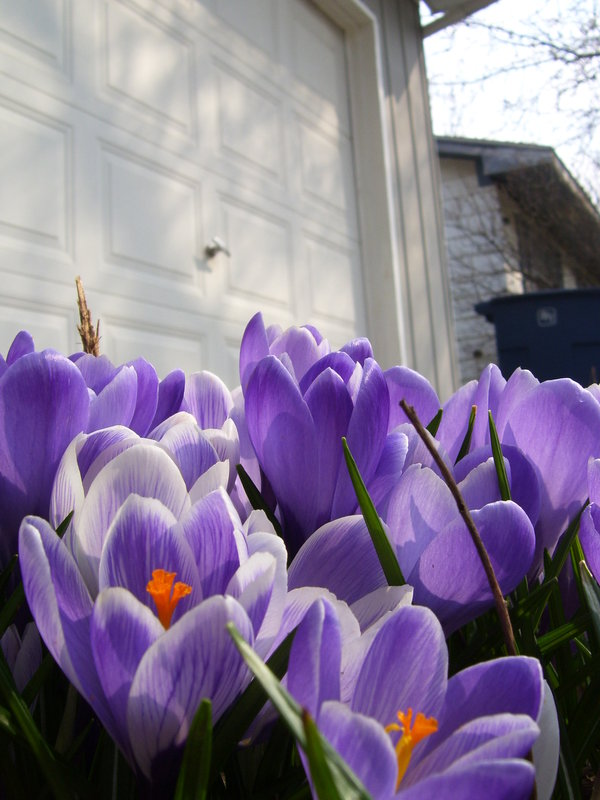
Brândușa de munte

## Legături externe
Materiale media legate de Brândușa de munte la Wikimedia Commons
- Crocus vernus, dexonline.ro